# Mildred Dunnock
Mildred Dunnock (Baltimore, Maryland, 25 de gener de 1901 − Oak Bluffs, Massachusetts, 5 de juliol de 1991) va ser una actriu estatunidenca.

## Biografia[1][2]
Nascuda a Baltimore, Maryland, es va graduar en la Western Senior High School, a més d'estudiar en el Goucher College, on va ser membre de la fraternitat Alpha Phi. Abans d'iniciar-se en la interpretació, passats els trenta anys, Dunnock era mestra d'escola.
Després d'un parell de papers teatrals en el circuit de Broadway, Dunnock es va guanyar la crítica per la seva interpretació d'una mestra gal·lesa a The Corn is Green. La versió cinematogràfica de l'obra va suposar el seu debut a la pantalla gran, treballant al costat de Bette Davis.
En els anys quaranta Dunnock va actuar principalment al teatre, en drames com The Corn is Green, Another Part of the Forest i Mort d'un viatjant, i en el musical Lute Song. Va repetir el seu paper de Mort d'un viatjant en la versió per al cinema rodada el 1951. Un altre dels seus papers destacats va ser el de Big Mama a la primera producció teatral de l'obra de Tennessee Williams La gata sobre la teulada de zinc, encara que el paper de l'adaptació cinematogràfica va ser per a Judith Anderson. Entre les seves pel·lícules s'inclouen The Trouble with Harry, Love Me Tender, Baby Doll, Peyton Place, Història d'una monja, Una dona marcada, i Dolç ocell de joventut. A més, va ser la dona en cadira de rodes que és tirada per les escales per Richard Widmark al film de 1947 Kiss of Death.
A més de la seva reeixida carrera com a actriu de caràcter al teatre i en el cinema, Dunnock va actuar amb freqüència com a artista convidada en nombroses sèries televisives i telefilms, entre elles una versió de La mort d'un viatjant producció en la qual va interpretar per tercera vegada a Linda Loman.
Dunnock va ser nominada en dues ocasions a l'Oscar a la millor actriu secundària, una per Mort d'un viatjant (1951), i una altra per Baby Doll (1956). A més va ser nominada al Globus d'Or a la millor actriu secundària per Baby Doll. La seva última pel·lícula va ser The pick-up Artist, protagonitzada per Robert Downey, Jr. i Molly Ringwald.
Mildred Dunnock va tenir dos fills de la seva relació amb Keith Urmy, amb qui es va casar el 1933. El matrimoni va durar fins a 1991, any de la mort de l'actriu, fet ocorregut a Oak Bluffs, Massachusetts, per causes naturals. Tenia 90 anys. Va ser enterrada al Cementiri Lamberts Cove de West Tisbury, Massachusetts.
Per la seva contribució al cinema, Dunnock té una estrella en el Passeig de la Fama de Hollywood, en el 6613 de Hollywood Boulevard.

## Filmografia
Les seves pel·lícules més destacades són:
- 1944: The Invisible Man's Revenge: Norma
- 1945: The Corn is green: Miss Ronberry
- 1947: Kiss of Death: mare de Rizzo
- 1951: La mort d'un viatjant (Death of a Salesman): Linda Loman
- 1951: I Want You: Sarah Greer
- 1952: Viva Zapata!: Señora Espejo
- 1952: The Girl in White: Dr. Marie Yeomans
- 1952: The Jazz Singer: Mrs. Ruth Golding
- 1953: Bad for Each Other: Mrs. Mary Owen
- 1954: Hansel and Gretel: Mare (veu)
- 1955: The Trouble with Harry: Mrs. Wiggs
- 1956: Love Me Tender: Martha Reno
- 1956: Baby Doll: Tia Rose Comfort
- 1957: Peyton Place: Miss Elsie Thornton
- 1958: La gata sobre la teulada de zinc (Cat on a Hot Tin Roof)
- 1959: Història d'una monja (The Nun's Story): Sor Margharita
- 1959: Children of Strangers (TV): Mrs. Hancock
- 1959: The Story on page one: Mrs. Ellis
- 1960: Una dona marcada (BUtterfield 8): Mrs. Wandrous
- 1961: The Power and the Glory (TV): Spinster
- 1961: Something Wild: Mrs. Gates
- 1962: Dolç ocell de joventut (Sweet Bird of Youth): tia Nonnie
- 1964: Behold a Pale Horse: Pilar
- 1964: Una dona espera (Youngblood Hawke): Mrs. Sarah Hawke
- 1966: 7 Women: Jane Argent
- 1966: Death of a Salesman (TV): Linda Loman
- 1969: What Ever Happened to Aunt Alice?: Edna Tinsley
- 1973: A Brand New Life (TV): Mare
- 1973: A Summer Without Boys (TV): Mrs. LaCava
- 1974: Murder or Mercy (TV): Lois Harelson
- 1975: The Shopping Bag Lady (TV): Annie
- 1975: The Spiral Staircase: Mrs. Sherman
- 1976: Dragonfly: Miss Barrow
- 1979: The Best Place to Be (TV): Rose Price
- 1979: And Baby Makes Six (TV): Serena Fox
- 1980: Baby Comes Home (TV): Serena Fox
- 1981: The Big Stuffed Dog (TV): Avi de Petey
- 1981: Isabel's Choice (TV): Helen
- 1982: The Children's Story (TV): La vella professora
- 1987: The Pick-up Artist: Nellie

## Premis i nominacions

### Nominacions
- 1952: Oscar a la millor actriu secundària per La mort d'un viatjant
- 1953: Globus d'Or a la millor actriu secundària per Viva Zapata!
- 1957: Oscar a la millor actriu secundària per Baby Doll
- 1957: Globus d'Or a la millor actriu secundària per Baby Doll
- 1958: Globus d'Or a la millor actriu secundària per Peyton Place
- 1967: Primetime Emmy a la millor actriu dramàtica per Death of a Salesman